# Московский архив Министерства юстиции
Московский архив Министерства юстиции — исторический ведомственный архив в Москве, существовавший в 1852—1925 гг.

## История
Архив был создан в 1852 году в результате объединения Разрядно-Сенатского, Поместно-Вотчинного и Московского государственного архива старых дел. Исторические архивы вошли в состав МАМЮ на правах отделов. В 1857 году в архив начинают поступать документы из Московского сенатского архива. После судебной реформы 1864 года документы ликвидированных местных судебных учреждений пополнили фонды архива.
В 1887 году в архив была передана Литовская метрика — архив бывшего Великого княжества Литовского за XIV—XVIII вв. На этом архив в основном завершил своё комплектование.
В 1925 году Московский архив Министерства юстиции вошёл в состав Древлехранилища Московского отделения Центрального исторического архива РСФСР, переименованного позже в Государственный архив феодально-крепостнической эпохи. В 1941 году его фонды вошли в состав Центрального государственного архива древних актов, сейчас — Российского государственного архива древних актов (РГАДА).

## Здание
Изначально архив находился в Кремле, в Сенатском дворце. Однако, когда помещения архива оказались переполненными, было решено переместить архив, сделав лучшие условия хранения для документов. В 1870-х годах архив временно находился в здании Константиновского межевого института на Старой Басманной улице, не приспособленном для хранения документов.
Управляющий Н. В. Калачов решил построить новое здание для архива, стоимость которого была меньше приспособления под архив здания Константиновского межевого института. Московская городская дума выделила участок на Девичьем поле с условием принятия на хранение документов дореформенных городских учреждений. Для ускорения строительства Калачов выделил из собственных средств деньги на премии за лучший проект здания. Был избран проект академика архитектуры А. И. Тихобразова. Строительство закончилось в 1886 году.
В 1930-х годах на основе здания МАМЮ был создан комплекс архивных зданий, занявший целый квартал (Архивный городок на Большой Пироговской). В здании МАМЮ ныне располагается Российский государственный архив древних актов.

## Руководители
Архив в период его существования возглавляли видные архивисты, в результате чего он являлся методическим центром исторических архивов.
- 1852—1864 — П. И. Иванов
- 1865—1885 — Н. В. Калачов
- 1885—1892 — Н. А. Попов
- 1892—1911 — Д. Я. Самоквасов
- 1911—1925 — Д. В. Цветаев